# Resistencia de la vía aérea
El término resistencia de la vía aérea, abreviado Raw por sus siglas en inglés, es un concepto utilizado en medicina para describir los factores que limitan el acceso del aire inspirado a los pulmones, usualmente por las fuerzas de fricción y se emplea para determinar el flujo de aire por las vías respiratorias. La resistencia es mayor en los bronquios de tamaño intermedio, entre la bifurcación cuarta y octava. De manera que la Raw refleja fundamentalmente las condiciones de las vías respiratorias anchas, debido a que 80-90% de la resistencia al flujo aéreo ocurre a ese nivel.
Debido a la resistencia vía aérea es dictado por el diámetro de las vías respiratorias y por la densidad del gas inspirado, la baja densidad de heliox (una combinación de helio y oxígeno) reduce la resistencia de la vía aérea, y hace más fácil para ventilar el pulmón. 
La resistencia puede ser calculada usando la ley de Ohm o la ley de Poiseuille. Usualmente se determina a partir de volúmenes pulmonares dinámicos y por tasas de flujo espiratorias. Cuando se requieren mediciones más acertadas se puede emplear la pletismografía corporal. 

## Ley de Ohm
{\displaystyle R={\frac {\Delta P}{\dot {V}}}={\frac {P_{\mathrm {boca} }-P_{\mathrm {alveolo} }}{\dot {V}}}}
- {\displaystyle R} = resistencia
- {\displaystyle P} = presión
- {\displaystyle {\dot {V}}} = Flujo de aire (el punto sobre la letra se utiliza para denotar la tasa de fisiología respiratoria).

## Ley de Poiseuille
{\displaystyle R={\frac {8nl}{\pi r^{4}}}}
Especialmente útil para calcular la resistencia cuando el flujo es laminar, donde la variable más importante es el radio.
- R = resistencia
- n = viscosidad
- l = longitud
- r = radio

Por motivo de la cuarta potencia en el denominador, la resistencia aumenta rápidamente a medida que disminuye el diámetro.

## Parámetros derivados
La resistencia a la vía aérea se escribe generalmente como Raw. Los parámetros obtenidos de Raw incluyen: 
- resistencia específica de las vías aéreas (sRaw) también llamada resistencia volúmico de la vía aérea (Raw/V), calculado como Raw/FRC.[2]
- Conductancia de la vía aérea (Gaw), con la fórmula 1/Raw.[2]
- Conductancia de la vía aérea específica (sGaw), también llamada conductancia volúmico de la vía aérea (Gaw/V) y su fórmula es Gaw/FRC.[2]

La Raw se ve aumentada en enfermedades obstructivas del pulmón, como el enfisema pulmonar y disminuye en casos de enfermedades restrictivas.